# Cafarsita
La cafarsita es un mineral que se clasifica dentro de un grupo especial de los óxidos, aunque químicamente es un arsenito. Fue descubierto en 1966, a partir de ejemplares obtenidos en glaciar Wanni, monte Cervadone, Valle de Binn, Valais, Suiza, que consecuentemente es su localidad tipo. Su nombre refleja (parcialmente) su composición, Ca (de calcio), f (de ferrum, hierro) y ar (de arsénico), con la terminación ita característica de los minerales.

## Propiedades físicas y químicas
La cafarsita se ha encontrado como cristales de un tamaño de hasta 1 cm, de color marrón oscuro, habitualmente sin brillo o recubiertos de una pátina de alteración, con el octaedro como figura dominante, generalmente modificada por el cubo y más raramente por el dodecaedro.  Ocasionalmente se han encontrado cristales brillantes de color marrón anaranjado, muy pequeños. Su estructura es extraordinariamente complicada, y ha sido objeto de varios estudios, lo mismo que su composición. Entre otros detalles, actualmente se sabe que no existen vacantes para cationes en su estructura y que el flúor es un elemento esencial .

## Yacimientos
la cafarsita es un mineral extarordinariamente raro, que se ha encontrado en muy pocas localidades en el mundo: El monte Cevadone, en sus vertientes suiza e italiana, y algunas otras localidades dispersas en los Alpes en estos dos países. Fuera de los Alpes, se ha citado solamente en la mina de oro hemlo, en Ontario (Canadá).